# Френк Карлуччі
Френк Чарльз Карлуччі III (англ. Frank Charles Carlucci III; нар. 18 жовтня 1930, Скрентон, Пенсільванія — 3 червня 2018) — американський державний діяч, радник з національної безпеки (1986—1987), міністр оборони США (1987—1989).

## Біографія
Навчався у Принстонському університеті, де він ділив кімнату з Дональдом Рамсфельдом. Він закінчив університет у 1952 році, був морським офіцером з 1952 по 1954. Потім він продовжив навчання у Гарвардській школі бізнесу з 1954 по 1955.
Карлуччі працював у Держдепартаменті США з 1956 по 1969. У 1961 році він взяв участь у місії ЦРУ в Конго. На початку 70-х років обіймав декілька керівних службових посад. Був заступником Міністра охорони здоров'я, освіти та соціального забезпечення Каспара Вайнбергера (адміністрація Річарда Ніксона). Посол США у Португалії з 1974 по 1977, заступник директора ЦРУ з 1978 по 1981.
Він працював помічником міністра оборони (1981–1982), радник з національної безпеки (1986–1987) і міністр оборони (1987–1989) під керівництвом президента Рональда Рейгана. Був головою і президентом Sears World Trade, Inc. з 1983 по 1986.
Католик, його родина має італійське походження.